# Bibelen i kulturhistorisk lys
Bibelen i kulturhistorisk lys er værk i ni bind redigeret af Svend Holm-Nielsen, Bent Noack, Sven Tito Achen og billedredaktør Kai Schou. Det udkom 1968-1971 på Politikens Forlag.
Værket er en komplet udgave af Bibelen med forklarende arkæologiske, historiske, kulturhistoriske og idéhistoriske indledninger til hvert kapitel. Sven Tito Achen fik ideen til at udgive en udgave af Bibelen, som var nem at gå til for den interesserede læser, uden de autoriserede udgavers mange teologiske henvisninger og svært tilgængelig opsætning.  Desuden fandt Sven Tito Achen, at manglen på et register i de gængse bibeludgaver besværliggjorde brugen af Bibelen. Efter at have konfereret med Bo Bramsen, der var redaktør på Politikens Forlag, blev projektet sat i værk 1966 fortrinsvis med medarbejdere, der havde arbejdet på Gads Danske Bibelleksikon. 
Mod den oprindelige idé svulmede de indledende forklarende historiske afsnit hurtigt op, så det i den endelige udgave  fyldte omkring halvdelen. Til gengæld blev tanken om også at følge Bibelens påvirkning på historien betydeligt forkortet, først og fremmest af pladsmangel, men også på grund af manglende forskning i emnet.  En lang række teologer, religionshistorikere og andre eksperter skrev de indledende forklarende afsnit.

## Værkets opdeling
Indhold, medarbejdere ved de forklarende afsnit og udgivelsesår.
1. bind: Det gamle Testamente – Skabelse og Vandringstid. Bent Noack, Svend Holm-Nielsen, Eduard Nielsen. 1968.
2. bind: Det gamle Testamente – Fra Moses til kong David. Svend Holm-Nielsen, Eduard Nielsen, Svend Biørn, Jakob H. Grønbæk. 1968.
3. bind: Det gamle Testamente – Israel i Kongetiden. John Strange, Svend Biørn. 1969.
4. bind: Det gamle Testamente – Visdom og digtning. Svend Holm-Nielsen, Niels H. Gadegård. 1969.
5. bind: Det gamle Testamente – Israels profeter. Benedikt Otzen. 1969.
6. bind: Det gamle Testamente – De apokryfe skrifter. Jes Asmussen. 1970.
7. bind: Det nye Testamente – De fire evangelier. Bent Noack, Bertil Wiberg, Hejne Simonsen. 1970.
8. bind: Det nye Testamente – Apostlenes tid. Niels Hyldahl, Børge Diderichsen, Søren Giversen. 1970.
9. bind: Det nye Testamente – Breve og syner – Register. Søren Giversen, Hejne Simonsen, Børge Salomonsen. 1971.